# Бела Марко
Бела Марко (нар. 8 вересня 1951, Тиргу-Секуєск, повіт Ковасна, Соціалістична Республіка Румунія) — румунський політик і письменник угорського походження. Колишній лідер Демократичного альянсу угорців Румунії (UDMR), він також був віце-прем'єром в уряді Еміля Бока (який прийшов до влади 23 грудня 2009 року); він також був державним міністром в кабінеті Терічану між 2004 і 2007 роками, відповідаючи за культуру, освіту та дослідження та європейську інтеграцію.
Марко був сенатором з 1990 року, а з 1993 по 2011 роки був лідером УДМР. Він брав участь у президентських виборах у Румунії 2004 року і посів четверте місце з 5,1% голосів.

## Політична діяльність
У грудні 1989 року Бела Марко став членом-засновником і віце-президентом Угорського демократичного союзу Румунії з Муреша, будучи обраним членом президії HDUR (1990–1991). Хоча на той час він вважав, що це тимчасове зобов’язання і що він залишив письменницьку діяльність лише на короткий час, він продовжував бути активним у політичній діяльності. 
Після парламентських виборів у травні 1990 року він був обраний сенатором Муреша зі списків HDUR, переобраний у всіх наступних законодавчих органах (сформованих після виборів 1992, 1996, 2000 і 2004 років). Під час першого терміну він був членом комісії Сенату з культури та освіти, членом Керівного комітету Румунської групи Міжпарламентського союзу (1990–1992) та президентом групи HDUR у Сенаті (1991–1992). Під час своєї парламентської діяльності Бела Марко був членом парламентських груп дружби з Італійською Республікою та Сенатом Франції.
Будучи сенатором, він був членом комітетів із закордонних справ і культури Сенату Румунії (1992–1996), членом Комітету із зовнішньої політики та Комітету з питань освіти, науки та молоді (1996–2000), член Комітету з питань зовнішньої політики (2000–2004), член Комітету з питань зовнішньої політики (2004–2008), член Комітету з питань культури, мистецтва та ЗМІ (грудень 2004–березень 2005).
У 1993 році Бела Марко був обраний президентом Угорського демократичного союзу Румунії (DAHR), переобираючись на цю посаду на виборах 1995, 1999, 2003 і 2007 років.
Бела Марко був кандидатом від HDUR на президентських виборах у Румунії 28 листопада 2004 року, отримавши 533 446 голосів, що становить 5,10% від кількості дійсних голосів (зайняв 4-е місце).
29 грудня 2004 року Бела Марко був призначений віце-прем'єр-міністром в уряді Терічану і водночас державним міністром без портфеля, щоб координувати діяльність у сфері європейської культури, освіти та інтеграції. Він подав у відставку 3 липня 2007 року, щоб мати можливість координувати виборчу кампанію HDUR (вибори до Європейського парламенту в листопаді 2007 року, місцеві вибори в червні 2008 року та парламентські вибори восени 2008 року), а також у результаті референдуму за відставку Траяна Бесеску. Я подав у відставку, щоб не програти вибори. . . Я хотів запобігти невдачі, пояснив він.  Серед своїх досягнень на посаді державного міністра він назвав кілька «надзвичайно важливих речей для країни»: вступ до ЄС, виділення коштів на вищу освіту в бюджет, як це було раніше, а також перезапуск освітньої інфраструктури. У парламенті 2008–2012 років Бела Марко був членом парламентських груп дружби з Російською Федерацією та Сенату Франції. У парламенті 2008–2012 років Бела Марко ініціював 5 законодавчих пропозицій, 4 з яких були прийняті. 23 грудня 2009 року він був переобраний віце-прем'єр-міністром у кабінеті Бок. Він продовжив свій мандат після відставки Бока 6 лютого 2012 року в кабінеті Унгуряну. Він був замінений 7 травня 2012 року після звільнення за резолюцією недовіри Кабміну. На парламентських виборах 2012 року він отримав новий термін сенатора у виборчому окрузі №1. 28 з Муреша, на одноіменному коледжі 2.

## Виборча історія

### Президентські вибори
| Вибори   | Приналежність | Перший тур | Перший тур | Перший тур | Другий тур | Другий тур | Другий тур |
| Вибори   | Приналежність | голосів    | Відсоток   | Позиція    | голосів    | Відсоток   | Позиція    |
| -------- | ------------- | ---------- | ---------- | ---------- | ---------- | ---------- | ---------- |
| 2004 рік | UDMR          | 533,446    | 4,1%       |            |            |            |            |